# Ebba Brahe (drama)
Ebba Brahe är ett ofullbordat och opublicerat historiskt drama av Anne Charlotte Leffler skrivet 1877–1878. Manuskriptet finns bevarat i Kungliga biblioteket i Stockholm.
Det är oklart varför Leffler aldrig fullbordade sitt drama. Klart är dock att hon mitt under arbetet med Ebba Brahe skrev novellen Runa, som senare skulle bli skådespelet Elfvan. Något som kan ha spelat in är den omfattande kritik som Lefflers vän Thecla Sköldberg framförde mot Ebba Brahe redan på ett tidigt stadium. Sköldberg menade att det var vansinnigt av Leffler att skriva ett historiskt drama, då detta inte alls gick ihop med hennes "själsrigtning och hela lynne och karakter." Sköldberg var också kritisk mot att Leffler fördjupade sig i forntiden då hennes "lätta, sangviniska skaplynne hör nutid och framtid till.

## Handling
Pjäsen var tänkt som ett psykologiskt och emotionellt laddat kammarspel, förlagt till Karl IX:s hov under 1600-talets början. Gustav II Adolf är förälskad i Ebba Magnusdotter Brahe. Drottningmodern motsätter sig deras förbindelse. Jacob De la Gardie framträder i berättelsen som Gustav II Adolfs rival till Brahe.

### Fotnoter
1. ↑  ”Anne Charlotte Leffler”. Eddifah. Arkiverad från originalet den 18 januari 2014. https://web.archive.org/web/20140118082922/http://www.ediffah.org/search/present.cgi?id=ediffah:kb:817785:1177335285&termlist=wrangel&boollist=&fieldlist=any&number=10&start=&script=search.php#id2311196. Läst 28 november 2012.
2. 1 2  Lauritzen 2012, s. 174